# Revamping

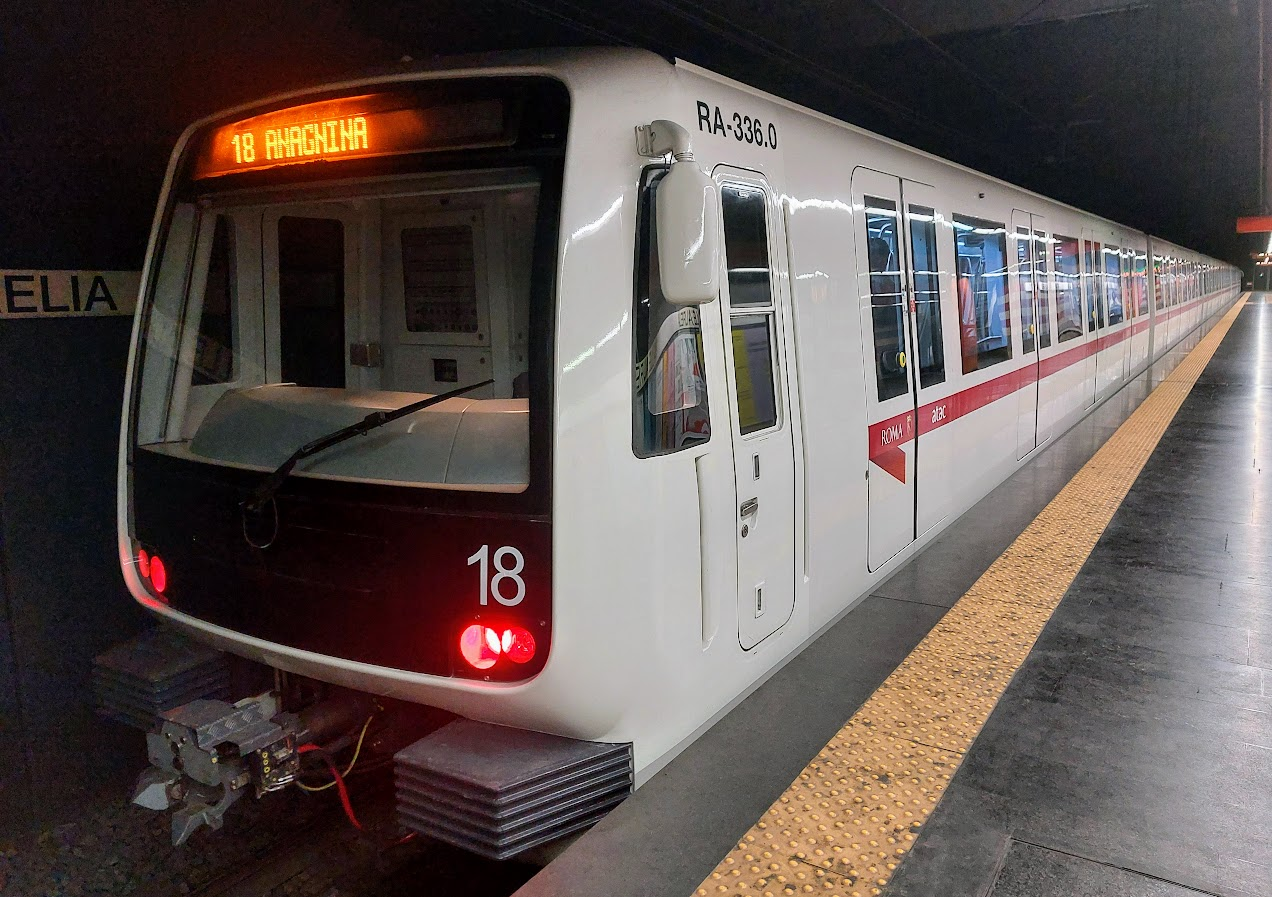
CAF MA300 della Metropolitana di Roma in servizio sulla linea A dopo il processo di revamping.

Revamping è un termine inglese, ed è utilizzato in ambito ferroviario per indicare interventi di ammodernamento agli impianti di un rotabile ferroviario (come una locomotiva o carrozza passeggeri), con interessamento di tutti gli impianti del rotabile, e con interventi strutturali sulla cassa, atti a modificarne anche l'aspetto esteriore.
Lo scopo del revamping è quello di rendere più performanti e funzionali gli impianti, rinnovarli, nonché adeguarli alle nuove tecnologie ed esigenze, incrementando la produzione e riprogettare gli esterni, attuando una sorta di restyling.
Oltre a quello finalizzato all'ammodernamento, un altro scopo principale del revamping è quello di allungare la vita utile di un rotabile, anche di quindici o venti anni, sebbene sia la più costosa tra le operazioni di manutenzione, arrivando a dover spendere più della metà del costo di un veicolo nuovo.
Per questo motivo, quando le tempistiche e soprattutto il budget lo consentono, si preferisce l’acquisto di nuovi rotabili.

## Come avviene il revamping
Con il revamping è possibile ripristinare componenti e apparecchiature obsolete, sostituendole con tecnologie moderne che permettono all’impianto di iniziare una nuova vita produttiva, apportando incremento della produttività, del risparmio energetico e della sicurezza.
Nello specifico, ci si riferisce ad una serie di interventi di ristrutturazione, le quali hanno lo scopo di mettere in sicurezza mezzi e persone:
- Sostituzione di processi tecnologici obsoleti con processi moderni
- Sostituzione, installazione, rilocazione di equipaggiamenti, sistema elettrico, impianti di condizionamento e videosorveglianza
- Utilizzo di nuove tecnologie
- Miglioramento delle condizioni ecologiche, sicurezza del personale, flessibilità produttiva, parametri qualitativi, indice di efficienza[4].

### Il processo di revamping
Per un processo di revamping, il rotabile viene completamente smontato, rimuovendo con accuratezza le apparecchiature e i componenti che probabilmente potranno essere riutilizzati una volta ultimato il revamping stesso.
La cassa viene rialzata, in modo tale da verificare anche le strutture del sottocassa, e per consentire la rimozione dei carrelli; viene inoltre sottoposta alle modifiche necessarie (la cassa), e se queste fossero considerate critiche, vengono rieseguiti i test di compressione e sollecitazione statica e dinamica.
Quest'ultimi componenti, assieme ai carrelli, vengono revisionati e sottoposti alle verifiche di funzionalità, presso le aziende specializzate, per portarli ad un livello prestazionale quanto più possibile ad un componente nuovo.
Tutti i processi qualificati “speciali”, vengono eseguiti dal personale qualificato, applicando specifiche procedure che definiscono anche quali attrezzature utilizzare per le lavorazioni, e quali controlli eseguire.
Sulla struttura di carpenteria, vengono eseguite le riparazioni e le modifiche previste dal nuovo progetto, viene eseguito il ciclo di verniciatura (o pellicolatura), e vengono applicati i prodotti per l’isolamento termoacustico.
Si prosegue con la realizzazione del cablaggio, nonché all’installazione degli armadi e delle varie apparecchiature elettriche ed elettroniche.
I cablaggi vengono realizzati dal personale altamente qualificato, e vengono sottoposti ai controlli finali, con specifiche attrezzature elettroniche per verificare la continuità, l’isolamento e la rigidità.
Vengono montati gli impianti, gli arredi, le apparecchiature pneumatiche e i gruppi di condizionamento e riscaldamento, con le relative tubazioni, le porte con i relativi meccanismi, e a seguire i pannelli di rivestimento, il banco di manovra, gli arredi interni e qualsiasi altro componente previsto a disegno.
Concluso il rimontaggio, il rotabile viene sottoposto alle prove di funzionalità di tutti gli impianti di sicurezza e delle apparecchiature, come se fosse un mezzo nuovo; tant'è che spesso, per una persona non esperta è molto difficile riconoscere che si tratti dello stesso mezzo, poiché, solitamente al revamping si associa il restyling estetico.
Successivamente, il rotabile in questione viene preparato per la spedizione.

## Utilizzi in ambito FS
Durante la metà degli anni novanta, l'allora Ferrovie dello Stato (oggi Trenitalia), impiegarono questa tecnica per rinnovare una serie di carrozze UIC-X, atte ai treni notturni a lunga percorrenza.
Questo processo di revamping, rivolto alle carrozze UIC-X, introdusse delle nuove tecnologie, come per esempio il nuovo impianto di riscaldamento (trasformato da impianto a vapore ad impianto elettronico, mediante l'uso del REC), ed una modifica radicale all'arredamento interno, per adeguarle alle specifiche e diverse necessità dei treni a lunga percorrenza; tant'è che le cuccette per ogni cabina, sono passate da sei a quattro, sempre per lo stesso fine: migliorarne il comfort.

### Ulteriori utilizzi in ambito FS
Nel 2012, le Ferrovie dello Stato ha realizzato interventi di ristrutturazione dei locali, dell’arredo, delle attrezzature.
Un investimento di 280 milioni di euro per un revamping di 1600 carrozze, quasi tutte di Trenitalia.
Nello specifico la tecnica del revamping comprendeva:
- sostituzione completa del pavimento, delle attrezzature, dei sedili, di tavolini e cestini;
- nuovi finestrini per migliorare l’inquinamento termoacustico;
- realizzazione di postazioni per disabili;
- riqualificazione delle toilette;
- installazione di prese da 220 VV;
- accesso agevolato alle carrozze così da ridurre i tempi di salita e discesa dei viaggiatori[7].

### Il progettoIC 901
Il progetto italiano di revamping più impegnativo degli ultimi anni, riguarda il revamping delle carrozze UIC-Z1, le carrozze Gran Comfort e le carrozze Eurofima, ristrutturate secondo lo standard delle carrozze unificate per gli InterCity.
Questo progetto, chiamato "IC 901" (curato da AnsaldoBreda e Corifer), ha assunto questo nome, poiché inizialmente questo progetto di revamping doveva coinvolgere 901 carrozze; tuttavia, in seguito è stato esteso ad oltre 1500 unità.

## Altri utilizzi

### Azienda Trasporti Milanesi
Annunciato già dal 2008, nel 2014 è iniziato l'inserimento dei Tram ATM serie 4900 nuovi, grazie al revamping, il quale ha permesso di far risparmiare all'Azienda Trasporti Milanesi il 70% dei costi.
I primi venti Tram "revampizzati", ne entravano in servizio due al mese, fino all'inizio di Expo 2015, per poi riprendere dopo l'esposizione, fino alla metà del 2017.

### Ferrovia Circumetnea

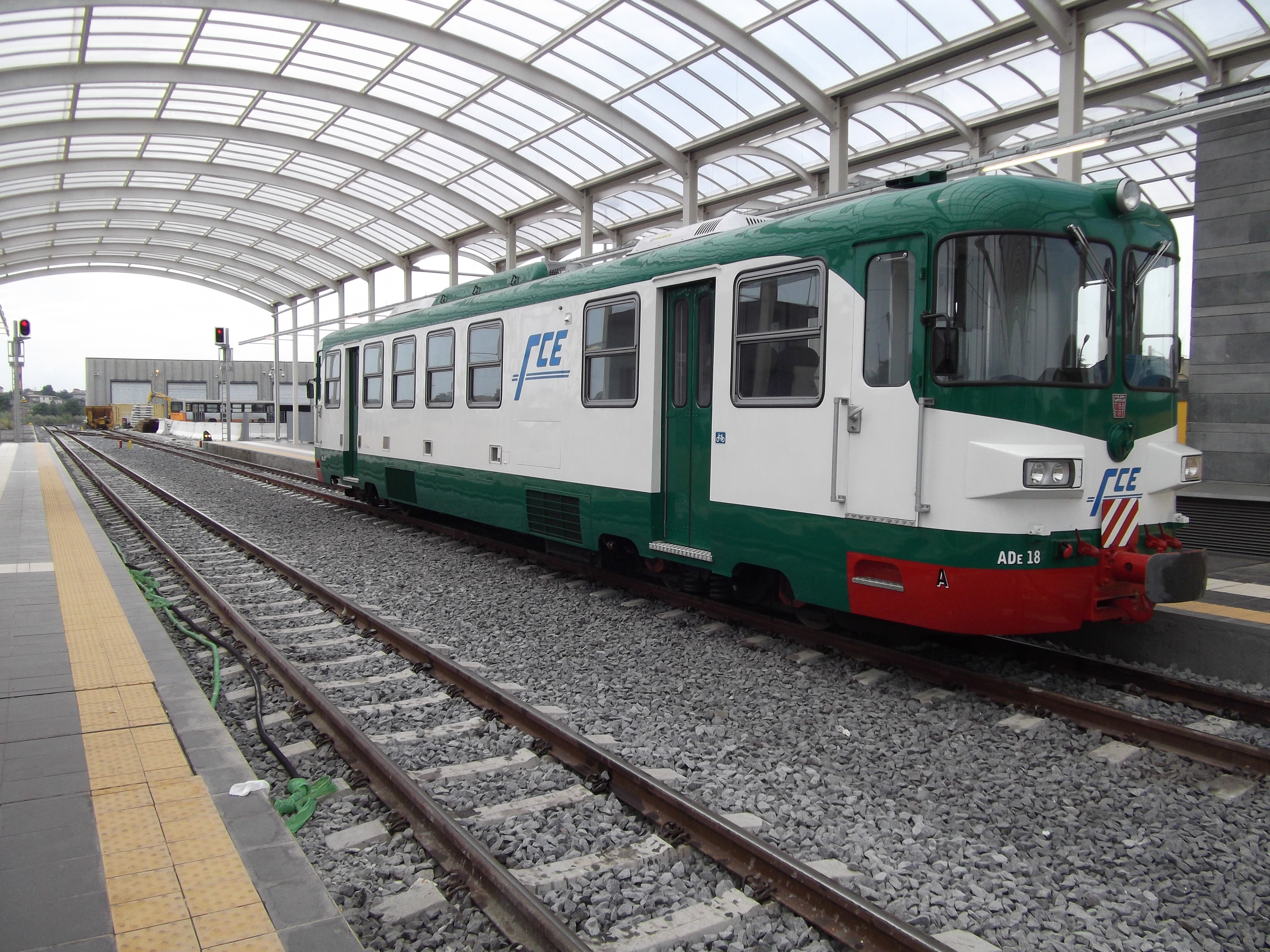
Lautomotrice ADe 18, denominata "La Prima", in occasione del suo revamping, in sosta alla stazione di Adrano Nord, durante i suoi primi giorni di servizio viaggiatori, 28 settembre 2011.

Nel 2009 fu avviato un processo di revamping per una delle automotrici della Ferrovia Circumetnea, facente parte della serie delle automotrici ADe 11-20, poiché in quel periodo, la ferrovia in questione era in deficit di materiale rotabile.
L'automotrice sottoposta al processo di revamping, era l'ADe 18, che per l'occasione fu denominata "La Prima".
Il revamping apportato a quest'automotrice, ha comportato il cambio dell'arredamento interno, fra cui i sedili, le porte interne (sostituite con delle porte scorrevoli, in luogo di quelle a battente), il sistema di illuminazione (sostituito con quello a tecnologia LED, in luogo di quello vecchio con lampade ad incandescenza), il pavimento ed i pannelli laterali.
Inoltre è stato installato un sistema di videosorveglianza, il sistema di climatizzazione, e gli agganci per le biciclette.
Tutte queste nuove tecnologie, sono "ex-novo", vale a dire che prima del revamping non erano presenti.
Dal punto di vista estetico, oltre alla livrea, sono stati progettati dei fanali completamente nuovi, cambiando così la forma e il tipo di sistema di illuminazione (da quello ad incandescenza, a quello a LED).

### Ferrovia Circumvesuviana

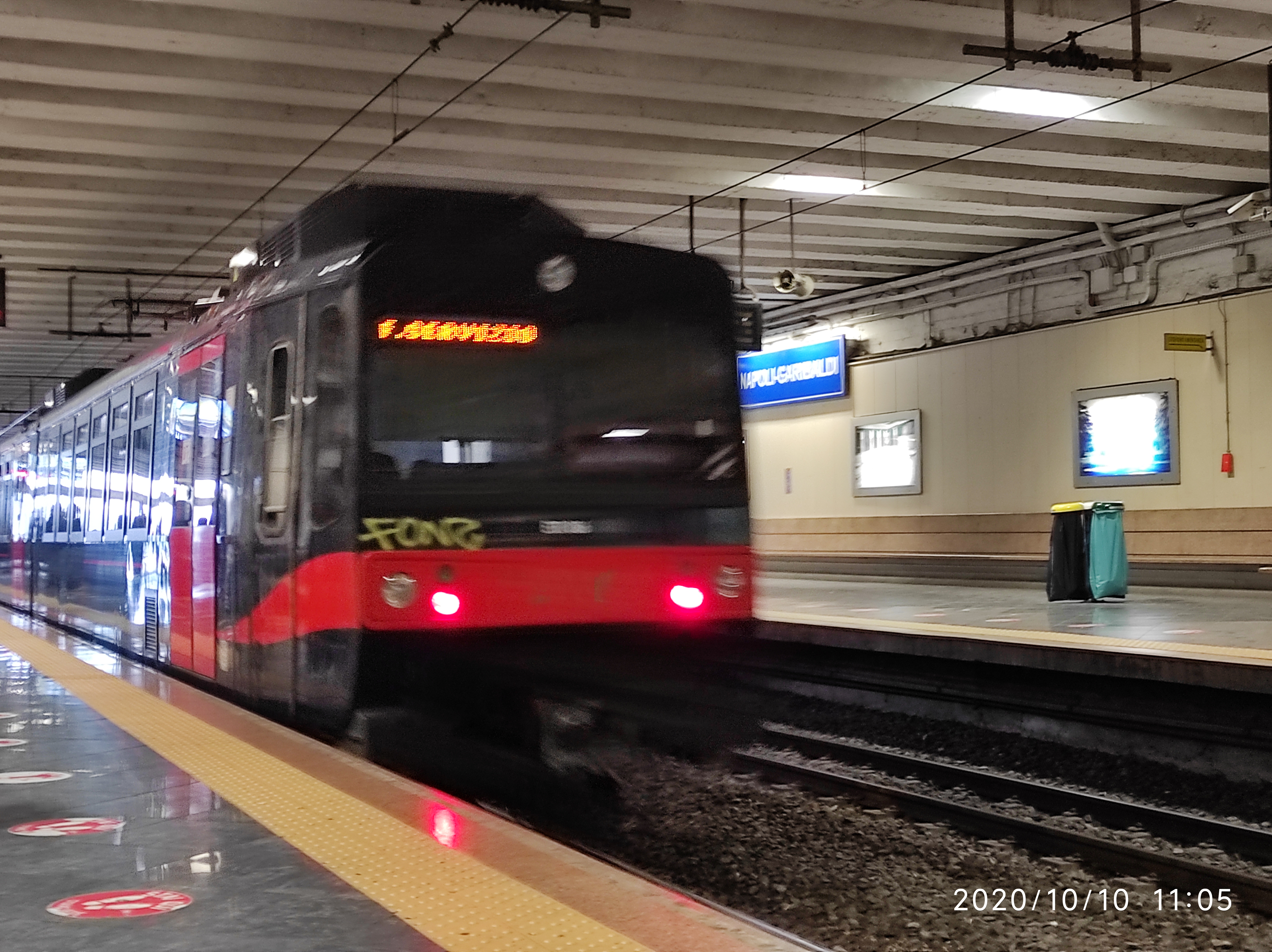
Uno dei 25 elettrotreni della serie "ETR 086-018", sottoposto al processo di revamping, 10 ottobre 2020.

il 9 febbraio 2021 è stato immesso in servizio sulle linee vesuviane, l’undicesimo treno sottoposto ad operazioni di revamping, affidate alla Società Titagarh Firema di Caserta.
Il revamping ha riguardato le operazioni rivolte principalmente ad aumentare i livelli di comfort e di sicurezza.
I treni sono stati infatti dotati di moderni sistemi di aria climatizzata, con l'introduzione di finestrini con vetrocamera, che consento anche una riduzione dei consumi energetici, di nuovi impianti di videosorveglianza, di citofoni di sicurezza a disposizione dei viaggiatori, di nuove porte passeggeri, eccetera.

## Differenze rispetto al restyling
Il revamping si differenzia dal restyling, poiché quest'ultimo si limita solamente ad un aggiornamento estetico del rotabile (esterno e/o interno), mirato a "svecchiare" il treno stesso, al fine di renderlo più moderno, come successe per le automotrici della serie ADe 21-25 della Ferrovia Circumetnea, alle quali è stata applicata una livrea più moderna, in concomitanza al nuovo logo aziendale.
Inoltre, il revamping si differenzia dal restyling, poiché esso coinvolge anche interventi più impegnativi sugli impianti e sulle parti meccaniche.
Alcune operazioni comunemente compiute in fase di revamping, comportano la sostituzione o ex novo dell'installazione degli impianti di condizionamento e riscaldamento, la sostituzione dei carrelli, la sostituzione o l'adeguamento delle porte di accesso, rispetto alle normative di sicurezza vigenti, la sostituzione o riparazione dei cristalli delle finestrature o degli impianti di illuminazione, e il rinnovo (totale o parziale), dei sedili.
Alcune operazioni meno comuni, ma svolte in occasione di revamping particolarmente impegnativi, possono essere le modifiche strutturali alla cassa (con l'oscuramento di finestrini o il ridimensionamento degli stessi), le modifiche al telaio del sottocassa, la sostituzione degli elementi che compongono l'intercomunicante, o di parti dei motori (quando presenti).

## Altri settori
Oltre al settore ferroviario, il termine revamping è passato anche ad altri ambiti, come per esempio gli impianti meccanici, quelli termoidraulici, le opere edili, eccetera.
Il significato è quello di "rimettere a nuovo" un prodotto complesso. Si può utilizzare il termine italiano "ristrutturazione" o "ammodernamento".
In questi casi, il revamping non è una semplice riparazione o risanamento, esso infatti corrisponde ad una revisione strutturale degli organi chiave, seguita dalla sostituzione delle parti soggette ad usura, nonché il rifacimento dei trattamenti di tipo estetico (restyling).